# خانتی‌ها
خانتی‌ها یا در منابع قدیمی اوستیاک‌ها بومیان اوگری‌زبان ناحیه خودگردان خانتی-مانسی هستند.

## جمعیت
بر اساس آمار جمعیت روسیه در سال ۲۰۱۰، تعداد خانتی‌ها در مجموع ۳۰٬۹۴۳ نفر است که ۲۶٬۶۹۴ نفر از آنان ساکن استان تیومن هستند و از میان آن‌ها ۱۷٬۱۲۸ نفر در ناحیه خودگردان خانتی-مانسی، ۸٬۷۶۰ نفر در ناحیه خودگردان یامالو-ننتس، ۸۷۳ نفر در استان تومسک و ۸۸ نفر نیز در جمهوری کومی سکونت دارند.

## نگارخانه

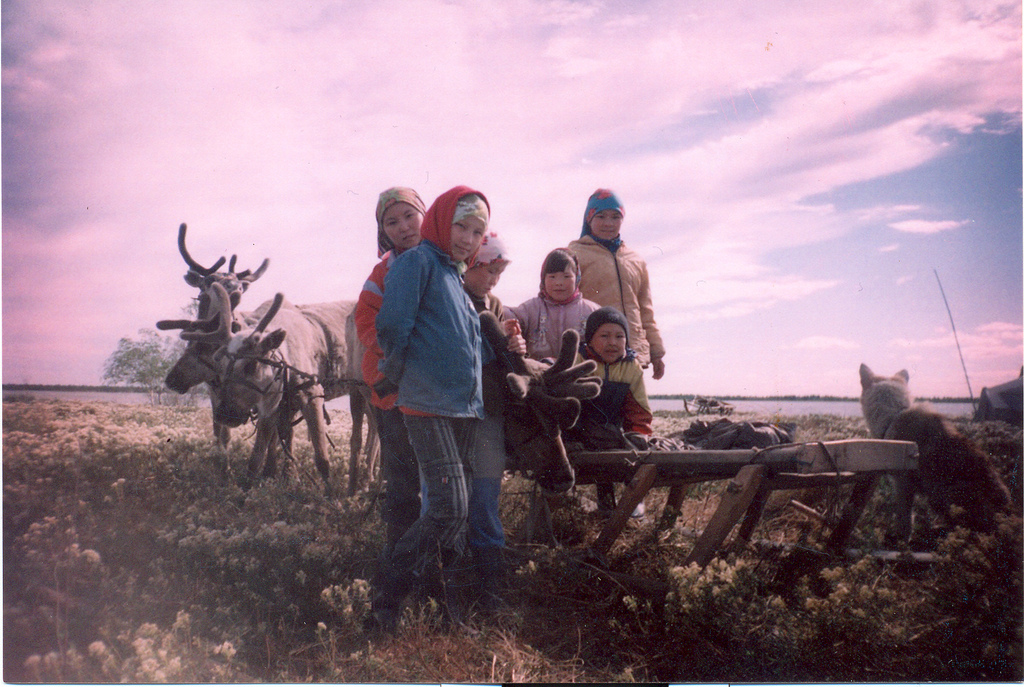
چند کودک خانتی با سورتمهٔ گوزن در کنار دریاچهٔ نومتو (Numto)
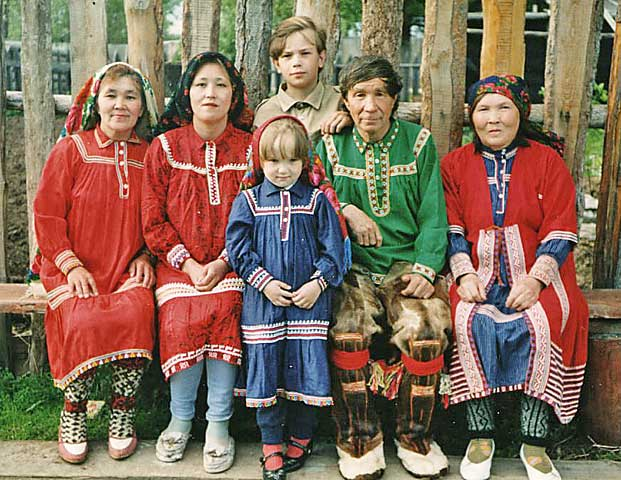
یک خانوادهٔ خانتی از روستای تِگی کنار رود اُب
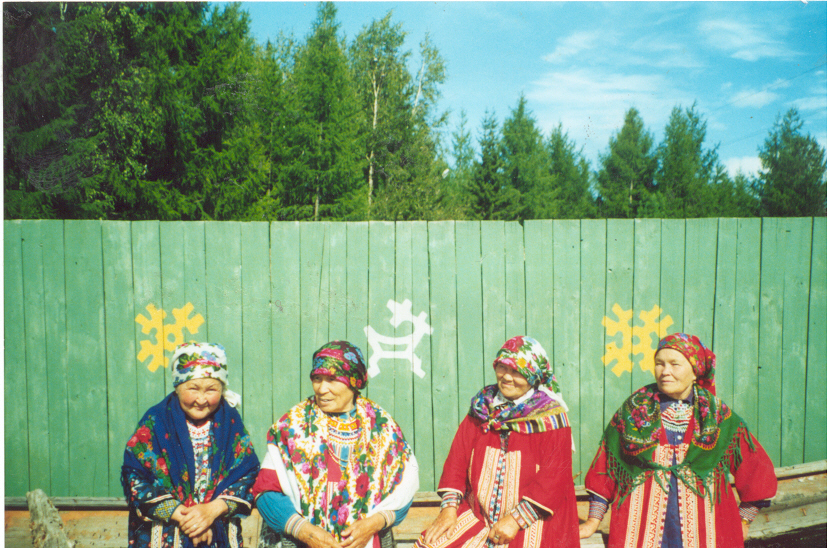
مادربزرگ‌های خانتی در اردوی Numsang Yoh
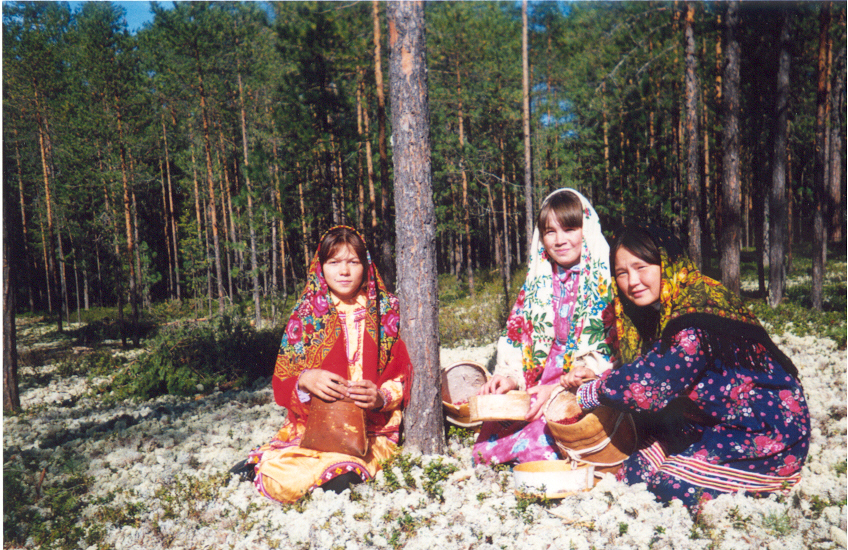
دختران خانتی در حال جمع‌آوری توت وحشی
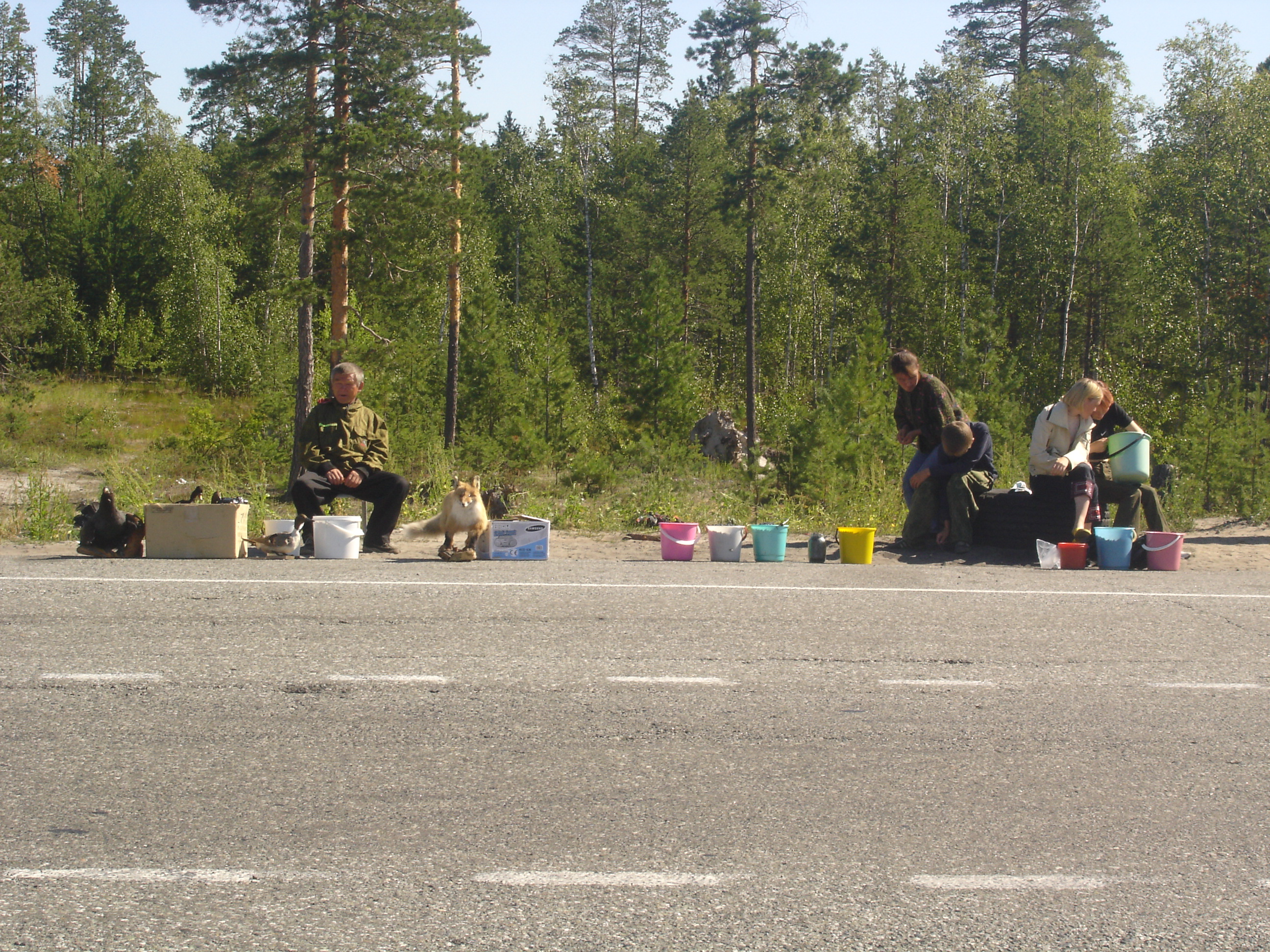
فروش تمشک آبی و حیوان پرشده